# 안티

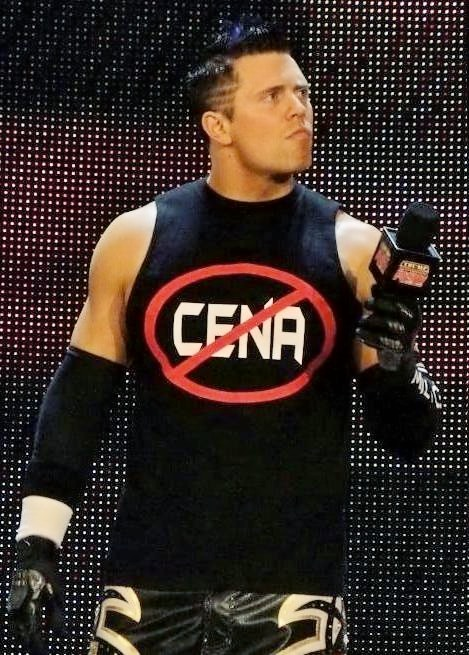

안티, 안티팬은 어떠한 대상에 대하여 반대하고 공격하는 집단을 통틀어 이르는 말이다. 이러한 집단은 인터넷의 발달과 동시에 본격화되었다. 영어의 "~에 반대한다"는 뜻인 접두사 anti-에서 왔다.
대한민국 최초의 안티 사이트는 딴지일보로 알려져있다. 그리고 대한민국 최초로 기업을 대상으로 활동한 안티 사이트로는 ‘안티 닉스’를 들 수 있다. 이 사건은 닉스라는 청바지 업체에서 3억을 걸고 인터넷 주소를 공모하는 이벤트에서, 협력업체와 미리 짜고 수상자를 결정했다는 의문에서 시작되었다. 결국 닉스측에서 사과를 하고, 당첨금 3억은 사회에 환원되었다.
이런 안티 활동은 초기에는 긍정적인 방향으로 진행되었으나, 요즈음에는 단순히 공인들에 대한 인신 공격성 활동으로 변질되고 있다.

## 같이 보기
- 반사회적 행동
- 캔슬 컬처
- 사이버 폭력
- 광신주의
- 잠수 (신조어)
- 사생팬
- 스토킹